# Diecezja pomorska

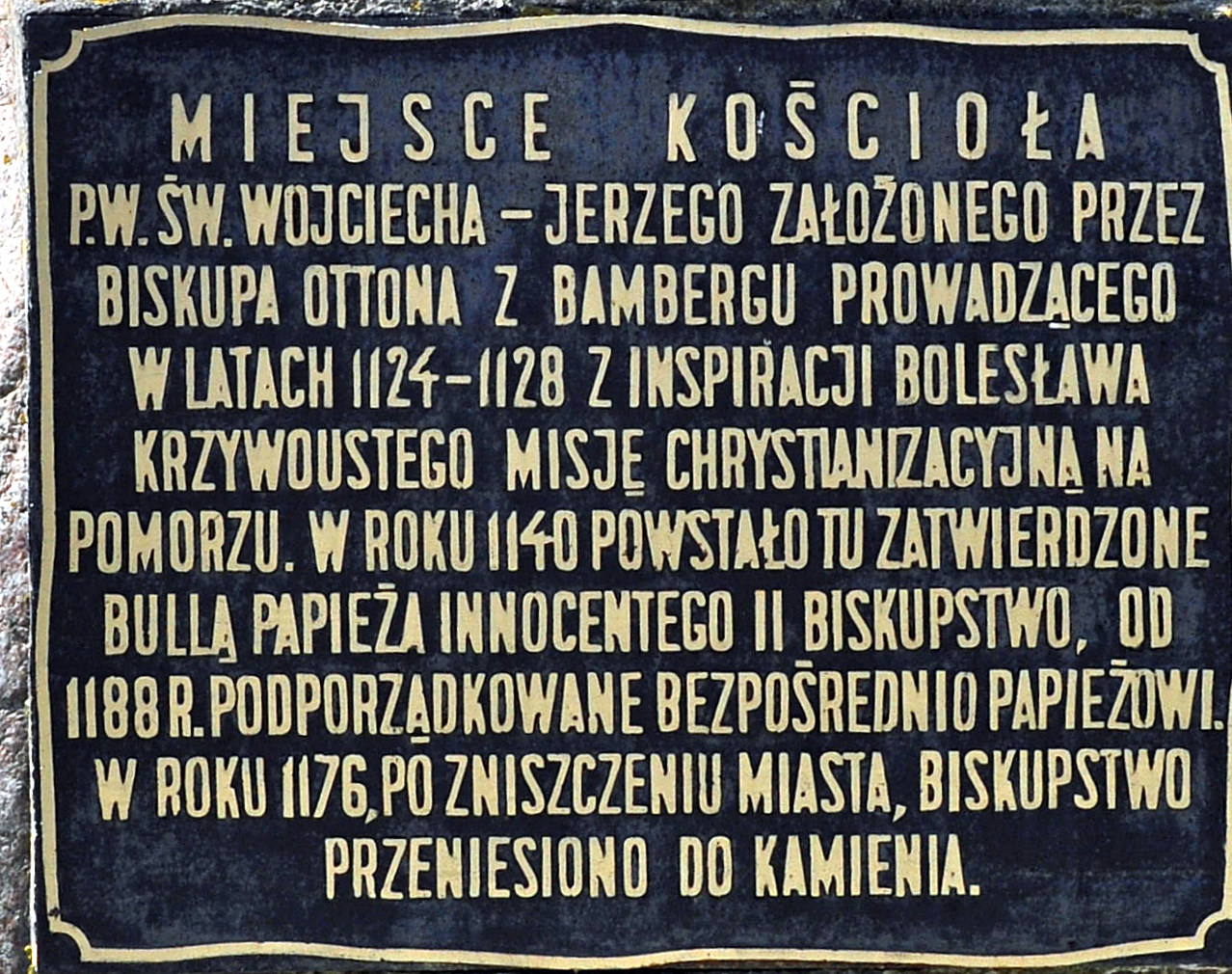
tablica pamiątkowa w Wolinie

Biskupstwo pomorskie zwane również wolińskim – biskupstwo rzymskokatolickie z siedzibą w Wolinie utworzone bullą papieża Innocentego II 14 października 1140. Biskupstwo podlegało bezpośrednio Stolicy Apostolskiej .
Początki chrystianizacji Pomorza Zachodniego pochodzą jeszcze z czasów panowania Bolesława Chrobrego, który po utworzeniu diecezji kołobrzeskiej w roku 1000 liczył na dalsze rozszerzenie chrześcijaństwa na zachód. Nadzieje te ze względu na powrót na Pomorze pogaństwa szybko się rozwiały, a biskupstwo kołobrzeskie zostało zlikwidowane. 
Późniejsze próby chrystianizacji związane są z działalnością misyjną Ottona z Bambergu, zwanego Apostołem Pomorza. W roku 1080 trafił on do Gniezna, a po powrocie do Niemiec otrzymał sakrę biskupią. Ponownie trafił do Gniezna w roku 1124, a stamtąd z misją chrystianizacyjną na Pomorze Zachodnie. Kolejną misję Otton prowadził od roku 1128, gdzie na chrześcijaństwo nawrócił mieszkańców wyłącznie dużych ośrodków rządzonych przez księcia Warcisława I z dynastii Gryfitów m.in. Szczecina, Wolina i Kamienia Pomorskiego. W czasie swojej działalności misyjnej chrześcijaństwo poprzez chrzest przyjęła jedna piąta ludności Pomorza Zachodniego (około. 22 tys. pogan), a w dwunastu miejscowościach zbudowano czternaście kościołów (po dwa w Wolinie i Szczecinie). Za jego przyczyną powstały placówki misyjne w Pyrzycach, Kamieniu, Wolinie, Szczecinie, Kołobrzegu, Białogardzie, Uznamie, Dyminie i Wołogoszczy . Do dzisiaj w Cerkwicy, na Równinie Gryfickiej znajduje się kamienna studnia z XII wieku upamiętniająca chrystianizację Pomorza Zachodniego. Po śmierci Ottona (1139), papież Innocenty II zdecydował się utworzyć osobne biskupstwo z siedzibą w Wolinie, a tamtejszy kościół podniesiono do rangi katedry. W bulli nie określono granic nowego biskupstwa, ale użyto określenia Pomeranensem ecclesiam, co mogło oznaczać, że granice te są zbieżne z terytorium księstwa zachodniopomorskiego.
W latach 1170 i 1173 na Wolin najeżdżali Duńczycy, wskutek czego miasto uległo całkowitemu zniszczeniu. Dalsze ataki tak zagrażały miastu, leżącemu bezbronnie blisko Zalewu Szczecińskiego, że skłoniło to duchowieństwo biskupie oraz księcia pomorskiego Kazimierza I do rozważenia przeniesienia biskupstwa z Wolina do bezpieczniejszego Kamienia. Przed realizacją tego zamiaru, książę założył kapitułę katedralną w Kamieniu (1175), wzniósł tam katedrę i przyznał kanonikom po śmierci obecnego biskupa Konrada swobodny wybór zwierzchnika i wszystkich prałatów według wzoru kapituły katedralnej w Kolonii. Otrzymali oni również wszelkie przywileje, w tym posiadanie dóbr, immunitet od wszelkich roszczeń świeckich, zwolnienie od wszystkich obciążeń, „którym podlegał lud w Pomorzu”, z zastrzeżeniem obowiązku utrzymywania zamków krajowych i głównych mostów oraz zapewnienia obrony kraju w granicach. Zanim jednak biskupswo zostało przeniesione z Wolina do Kamienia biskup początkowo przebywał on na wyspie Uznam lub w Usedomie, a dopiero następnie od 1175 roku siedzibą biskupstwa stał się Kamień Pomorski . Formalne przeniesienie stolicy biskupiej nastąpiło na mocy bulli Ex iniuncta nobis a Deo papieża Klemensa III 25 lutego 1188 roku. Od tej pory diecezja nazywana jest biskupstwem kamieńskim . 

## Terytorium
Granice biskupstwa ciągnęły się od dolnej Reknicy na zachodzie, po Łebę na wschodzie. Obejmowały także wąski pas ziem położonych nad Bałtykiem. Na zachodzie były to grody: Trzebudzice, Dymin, Choćków, Wołogoszcz, Szczytno oraz Groźwin . Przy ujściu Odry były Szczecin i Kamień, a także wyspy Uznam i Wolin . Na wschodzie Pyrzyce, Stargard z wsiami i przynależnościami, Kołobrzeg z warzelnią soli i cłem, targiem, karczmą, aż po rzekę Łebę .